# Lokve pri Dobrniču
Lokve pri Dobrniču – wieś w Słowenii, w gminie Trebnje. W 2018 roku liczyła 24 mieszkańców.